# Baetopus trishae
Baetopus trishae är en dagsländeart som beskrevs av Waltz 2002. Baetopus trishae ingår i släktet Baetopus och familjen ådagsländor. Inga underarter finns listade i Catalogue of Life.